# Zomandao
De Zomandao is een 283 km lange rivier in Madagaskar, meer bepaald in de regio's Haute Matsiatra en Ihorombe. Ze ontspringt in het Ivakoanymassief, stroomt via Ankaramena naar de Zomandaovlakte en mondt uit in de Mangoky. Er zijn twee watervallen in de Zomandao rivier, met name de Riandahy en de Rianbavy.